# Pantydia pallidilinea
Pantydia pallidilinea là một loài bướm đêm trong họ Erebidae.